# Cueva de la Olla
Cueva de la Olla es un sitio arqueológico en el noroeste del estado mexicano de Chihuahua, unos 47 km al suroeste de Nuevo Casas Grandes, en las cercanías del ejido Ignacio Zaragoza. 
El sitio se encuentra dentro al abrigo natural de la cueva. Este sitio recibió su nombre porque cuenta con una estructura redondeada, semejante al de una olla. Se trata de un cuexomate o granero de grandes dimensiones, su forma recuerda a la de una gran vasija. Graneros semejantes fueron localizados en sitios dispersos en cuevas de la Sierra Madre Occidental. Una de las particularidades del valle de las Cuevas es la presencia de un sitio donde se ha detectado una secuencia de ocupación muy larga. Ahí habitaron grupos humanos que utilizaban un ancestro del maíz que se remonta aproximadamente a 5500 a. C. Por el crudo invierno hubo la necesidad de almacenar alimentos por lo que construyeron el granero que todavía puede verse en pie, aunque muy deteriorado.
Para visitarlo se toma el camino de Casas Grandes a la Colonia Juárez, se sigue hasta el ejido Ignacio Zaragoza (el camino es de terracería con tramos de una sola vía). Al llegar al ejido se recorren dos kilómetros hasta el rancho Casa Blanca, un kilómetro después se localiza la zona arqueológica –de las más antiguas del estado de Chihuahua y de la República Mexicana–, en la Cueva de la Golondrina, a solo 400 metros de la Cueva de la Olla.

## Características constructivas
- Puertas en forma de T. en muros de adobe; anchas arriba y más estrechas abajo, con poca altura, un metro escaso. Según una teoría, la silueta de estas puertas está asociada con la de las “cachinas” prehistóricas (espíritus de los ancestros), representadas en el Suroeste Americano.[3]

- Muros. Construcción por un sistema de cajones. Usaban moldes para vaciar lodo sin material orgánico, apisonado. El exterior era recubierto con enjarre de arena, cal y polvo de conchas de ostión, luego era pintado de azul, verde y rosa. Sin cimentación; los muros se desplantaban en ranuras hundidas de 25 cm. Para varios niveles, los muros se hacían más anchos, de hasta 1.40 m abajo, y de 50 cm en los niveles.[3]

- Fogones y ventilación. Fueron usados para controlar la temperatura interior. La ventilación se hacía en las puertas, con salida de humo de los fogones, estos eran de tamaño proporcional al tamaño del cuarto donde se usaba.[3]

- Escaleras y rampas. Construidas en las edificaciones.

- Sistema de agua. Los “sistema de retención de agua”. Un sistema de acequias, a través de terrazas y terraplenes, tomaba agua de ríos, se conducía hasta la ciudad. Dentro de ésta se usaban canales rectangulares de piedra laja de 30 cm, para alimentar habitaciones; tenían un depósito que filtraba el agua usada en baños de temazcal o de vapor. También había un sistema de desagüe.

## El Sitio
Es uno de los sitios más característicos de la cultura Paquimé. El conjunto tiene siete habitaciones construidas dentro de la cueva, donde destaca un enorme granero de forma circular que desde lejos parece ser una olla de grandes dimensiones, en el cual se almacenaba maíz y calabazas.
Para la construcción de las habitaciones y el granero se usó adobe colado y muestran la arquitectura típica de los Paquimé como las puertas en forma de "T".
La cueva en una no muy profunda, la entrada tiene aproximadamente tres metros de altura. 
El Cuexcomate de Cueva de la Olla es importante por su tamaño (2.5 m de diámetro y 3.55 de altura), así como por su ubicación en el conjunto como principal bien de la comunidad.
La estructura tiene forma de hongo y fue construida con paja seca, enrollada para darle forma. Se estima que se almacenaron semillas de amaranto, epazote, sotol, guaje y otras, en cantidades suficientes para al menos 170 días. Tenía un recubrimiento rojo y negro con diseños autóctonos, se piensa que invocaban la protección de alimentos y la subsistencia de sus aproximadamente 30 moradores, lo que le confería un carácter ceremonial.
Tiene una abertura semicircular de 80 cm en su parte superior, probablemente era tapada con palmas y carrizo; en las paredes tiene hoyos para sacar y meter granos, y ventilación. El tipo de semillas indica la característica agrícola de sus habitantes. Empotrados a las paredes hay siete cuartos de arcilla, en escuadra. Las puertas en forma de T, típicas de la cultura Paquimé, están semiderruidas, aunque es posible recrear algunas en su totalidad.
Se piensa que la cueva tuvo un uso residencial y tiene un pequeño cuarto, dentro de otro, probablemente usado por alguna persona importante. Existen más cuevas con contenido prehistórico, incluyendo la Cueva de la Golondrina, ubicada en el mismo cañón.